# Velimir Zajec
Velimir Zajec (Zagreb, 12 de febrer, 1956) fou un futbolista i entrenador de futbol croat.
La seva trajectòria transcorregué en dos clubs, el Dinamo de Zagreb on arribà el 1974 a l'edat de 18 anys i on en romangué 10, guanyant dues copes iugoslaves i una lliga, i al Panathinaikos FC, on jugà uns 100 partits de forma brillant. Fou internacional amb Iugoslàvia 40 cops, disputant la Copa del Món de 1982.
Un cop retirat exercí de Director de Futbol del Dinamo Zagreb (1989-1991), entrenador del futbol base, del primer equip i Director de Futbol a Panathinaikos i entrenador al Dinamo. El 2004 es traslladà a Anglaterra on treballà pel Portsmouth FC com a director executiu i entrenador fins a l'any 2005.